# Obrzęk śluzowaty
Obrzęk śluzowaty, śluzakowaty, choroba Gulla (łac. myxoedema) – objaw występujący w niedoczynności tarczycy, w następstwie ogólnego stłumienia procesów przemiany materii. Na skutek gromadzenia się w tkance podskórnej glikozaminoglikanów powstaje jej twardy obrzęk. Uogólnienie tej zmiany należy różnicować od ograniczonego obrzęku przedgoleniowego w przebiegu choroby Gravesa-Basedowa.
Termin też stosuje się do określenia ciężkiej niewydolności tarczycy, która objawia się opóźnieniem rozwoju psychicznego i fizycznego, opóźnieniem kostnienia jąder kostnych. Występuje hipotonia mięśni, bradykardia, obniżona temperatura ciała. Niski wzrost, duża głowa, niskie czoło, niedorozwój środkowej części ciała, duży język, stale otwarte usta. Opóźnione wyrzynanie się zębów mlecznych i stałych.